# Gardone Val Trompia
Gardone Val Trompia – miejscowość i gmina we Włoszech, w regionie Lombardia, w prowincji Brescia.
Według danych na rok 2004 gminę zamieszkiwało 10 936 osób, 420,6 os./km².